# 210 до н. е.

## Події
- Ер Шихуанді стає 2-м імператором династії Цінь.
- Друга битва при Гердонії
- Битва при Нумістро
- Облога Ехіна
- шаньюй хунну Туминь відправляє старшого сина Моде заручником до домінуючих у регіоні юечжі, зразу по тому грабує східні кочіввя юечжів. Моде тікає до хунну, вбиває батька та узурпує владу.

## Народились
- Лю Ін — імператор династії Хань у 195—188 до н. е. (посмертне ім'я — Імператор Хуей)

## Померли
- 10 вересня — Цинь Ши Хуан-ді, імператор держави Цинь, який об'єднав розрізнені китайські князівства у одну державу, засновник і перший імператор династії Цинь.